# Der Therapeut von nebenan
Der Therapeut von nebenan (englischsprachiger Originaltitel: The Shrink Next Door) ist ein Podcast von einem amerikanischen Podcast-Netzwerk namens Wondery. Der Podcast erzählt die Geschichte von dem Psychiater Dr. Isaac Herschkopf, der die Beziehung zu seinen Patienten für seinen persönlichen Nutzen missbrauchte. Der Podcast wurde von Joe Nocera geschrieben und gehostet. Der Podcast wurde am 21. Mai 2019 erstausgestrahlt und besteht aus 14 Episoden. Die deutsche Übersetzung des Podcast erfolgte ab Oktober 2021. Im Deutschen erzählt Thomas Birnstiel die Geschichte über den Therapeuten. 2021 wurde der Podcast auch als Serie für Apple TV+ verfilmt. Die Hauptrollen übernahmen Will Ferrell, Paul Rudd, Kathryn Hahn, Casey Wilson und Cornell Womack.

## Handlung
Der Podcast handelt von dem Psychiater Dr. Isaac Herschkopf, der nach und nach immer mehr Kontrolle über seinen Patienten Marty Markowitz ausübt. Marty Markowitz isoliert sich schließlich immer mehr von seiner Familie, seinen Freunden und Bekannten, bis er nur noch seinen Psychiater hat. Dieser steigt in Marty Markowitz eigene Firma ein, wird zum Teilhaber von dessen Schweizer Bankkonto und gründet gemeinsam mit ihm eine Stiftung. Letztendlich lebt Dr. Isaac Herschkopf in Markowitzs Luxushaus, das Herschkopf als sein eigenes vorstellt. Erst nach ungefähr dreißig Jahren gelingt es Marty Markowitz, sich der Kontrolle des Therapeuten zu entziehen. Er baut schließlich wieder Kontakt zu seiner Schwester auf, die er zu dem Zeitpunkt 27 Jahre nicht gesehen hat und berichtet einem Journalisten (Joe Nocera) von seinen Erlebnissen mit dem Therapeuten.
Daneben wird auch von den Erfahrungen anderer ehemaliger Patienten Herschkopfs berichtet. So zum Beispiel von Emily, die von Dr. Herschkopf in ihrem Hass und ihrer Wut gegenüber ihrer Mutter bestärkt wurde. Sie wurde von Herschkopf dazu gedrängt, ihre Mutter nicht mehr zu sehen, auch als diese kurz vor dem Sterben lag. Auch ihre Beerdigung besuchte Emily nicht. Das führte zu Konflikten innerhalb der gesamten Familie und dazu, dass sich einige Familienmitglieder von Emily abwandten. Später fühlte Emily sich schuldig, ihrer Mutter nicht verziehen und den Kontakt abgebrochen zu haben. Sie wünschte sich, dass Herschkopf nicht nur ihren Hass und ihre Wut gegenüber ihrer Mutter geschürt hätte, sondern ihr ermöglicht hätte, nicht zu vergessen, aber ihrer Mutter zu verzeihen. Die Wut und der Hass habe sie für vieles in ihrem Leben blockiert. Außerdem stand Emily im Kontakt zu Sarah, einer anderen Patientin von Dr. Herschkopf. Emily und Sarah waren sehr eng befreundet. Doch eines Tages kam es zu einem Zerwürfnis zwischen Herschkopf und Sarah. Daraufhin verlangte Herschkopf von Emily, sich zwischen ihm und Sarah zu entscheiden. Da Emily meinte, dass sie ohne Herschkopf den Tod ihrer Mutter nicht verarbeiten könnte, brach sie den Kontakt zu Sarah ab. Eine Entscheidung, die sie später zutiefst bereute.

## Episoden
| Nr. (ges.) | Nr. (St.) | Deutscher Titel               | Originaltitel                                                 | Erstausstrahlung USA | Deutschsprachige Erstausstrahlung (D) |
| ---------- | --------- | ----------------------------- | ------------------------------------------------------------- | -------------------- | ------------------------------------- |
| 1          | 1         | Hallo Nachbar                 | Welcome to the Neighborhood                                   | 21. Mai 2019         | 25. Okt. 2021                         |
| 2          | 2         | Geschwisterbande              | Sibling Rivalry                                               | 21. Mai 2019         | 1. Nov. 2021                          |
| 3          | 3         | Leichte Beute                 | Easy Mark Markowitz                                           | 21. Mai 2019         | 8. Nov. 2021                          |
| 4          | 4         | La Familia                    | The Familia                                                   | 21. Mai 2019         | 15. Nov. 2021                         |
| 5          | 5         | Der letzte Strohhalm          | The Last Straw                                                | 21. Mai 2019         | 22. Nov. 2021                         |
| 6          | 6         | Was habe ich dir nur angetan? | What Did I Do To You?                                         | 21. Mai 2019         | 29. Nov. 2021                         |
| 7          | 7         | –                             | Update                                                        | 18. Juni 2019        | –                                     |
| 8          | 8         | –                             | Charged                                                       | 7. Aug. 2019         | –                                     |
| 9          | 9         | –                             | My Dinner With Ike                                            | 14. Juli 2020        | –                                     |
| 10         | 10        | –                             | The Decision                                                  | 22. Apr. 2021        | –                                     |
| 11         | 11        | –                             | Interview with Will Ferrell and Paul Rudd                     | 12. Nov. 2021        | –                                     |
| 12         | 12        | –                             | Interview with Kathryn Hahn and Casey Wilson                  | 19. Nov. 2021        | –                                     |
| 13         | 13        | –                             | How Michael Showalter Translated the Podcast to the TV Screen | 3. Dez. 2021         | –                                     |
| 14         | 14        | –                             | How Georgia Pritchett Filled in the Blanks                    | 17. Dez. 2021        | –                                     |

## Hintergrund
Joe Nocera, ein ehemaliger Journalist der New York Times kaufte im Jahr 2010 ein Ferienhaus in den Hamptons. Dort machten er und seine Ehefrau Dawn die Bekanntschaft des Psychiaters Dr. Isaac 'Ike' Herschkopf, der in der Nachbarschaft wohnte. Herschkopf lud die beiden auf Partys in ein Luxushaus ein, das er als sein eigenes vorstellte.
Als Joe und Dawn Nocera ein Jahr später wieder in die Hamptons zurückkehrten, lebte Isaac Herschkopf nicht mehr dort, sondern Marty Markowitz, von dem sie dachten, es sei der Gärtner des Hauses. Jedoch stellte sich heraus, dass Markowitz der eigentliche Besitzer des Hauses war und Herschkopf sein Psychiater.
Markowitz suchte den Psychiater Dr. Herschkopf erstmals im Jahr 1981 auf. In dem Jahr litt Markowitz unter der Trennung von seiner Verlobten. Außerdem trauerte er um seine kürzlich verstorbenen Eltern. Er hatte die Textilfabrik seiner Eltern übernommen. Doch sein Onkel traute ihm die Leitung der Textilfabrik nicht zu und konkurrierte mit ihm um die Führung. Markowitz hoffte, dass Dr. Herschkopf ihm bei der Lösung seiner Probleme helfen konnte. Herschkopf unterstützte Markowitz dabei, anderen Menschen Grenzen zu setzen. Doch schon bald begann Dr. Herschkopf selbst Markowitz Leben immer mehr zu kontrollieren und Einfluss auf dessen Beziehungen, Karriere und Finanzen auszuüben. Erst ungefähr dreißig Jahre später begann Markowitz sich von Herschkopf abzugrenzen und die Beziehung zu diesem zu beenden. Er erzählte seine Geschichte Nocera. Dieser fand die Geschichte so spannend, dass er darüber schreiben wollte. Im Rahmen seiner Recherche traf er auch auf andere Patienten Dr. Herschkopfs, die ebenfalls von einem unethischen Verhalten Herschkopfs berichteten. Von einem Teil dieser Patienten berichtet Nocera auch in seinem Podcast.
Ursprünglich plante Joe Nocera im Jahr 2012 einen Artikel über die Geschehnisse zu veröffentlichen. Der Artikel ging jedoch nicht in Druck. Sieben Jahre später wurde dann der Podcast herausgebracht.
Der Podcast wurde ins Deutsche, Spanische, Französische und Portugiesische übersetzt.

## Deutsche Veröffentlichung
Die deutsche Veröffentlichung des Podcast erfolgte ab Oktober 2021. Es wurden nur die ersten sechs Folgen des Podcast übersetzt. Im Deutschen erzählte Thomas Birnstiel die Geschichte über den Therapeuten. Claudia Jacobacci übernahm die weiblichen Stimmen.

## Rezeption
Drei Wochen lang war der Podcast The Shrink Next Door Nummer eins in den Podcast-Charts von Apple. Er gewann den Webby Award 2020 für Dokumentationen in der Kategorie Podcasts.
Jazmin Kopotsha beschreibt die Serie als packende Audioserie, die die seltsame Beziehung zwischen Markowitz und dessen Psychiater über Jahrzehnte hinweg verfolge und aufdecke. Die Geschichte zeige ein empörendes Bild von Macht und Kontrolle innerhalb der Therapeut-Patient-Beziehung. Der Podcast sei eine willkommene Ablenkung zu den wahren Kriminalgeschichten, die die Zuhörer langsam satt bekämen.
Laut Fiona Sturges füge Nocera eine faszinierende, aber auch mulmige Geschichte über Macht, Verletzlichkeit und mutmaßliche Manipulation zusammen. Es sei Noceras Verdienst, dass der Podcast stets spannend bliebe, auch wenn der Zuhörer das Ende bereits kenne.

## Verfilmung
Am 23. April 2020 wurde bekannt gegeben, dass Apple Inc. eine 8-teilige Serie basierend auf The Shrink Next Door für Apple TV+ plant. Deren Ausstrahlung startete am 12. November 2021. Georgia Pritchett schrieb das Drehbuch für die Serie, Michael Showalter führte Regie. Dr. Isaac Herschkopf wird von Paul Rudd gespielt, und Martin Markowitz von Will Ferrell. Die Serie mit dem Titel Der Therapeut von Nebenan (Originaltitel: The Shrink Next Door) wurde auf Deutsch synchronisiert und bei Apple TV+ gezeigt.